# Le Trésor des collines rouges
Pour plus de détails, voir Fiche technique et Distribution.
Le Trésor des collines rouges (Treasure of Ruby Hills) est un western américain réalisé par Frank McDonald, sorti en 1955.

## Synopsis
1877. À Arlington, dans la vallée de Ruby Hills, tous les modestes propriétaires terriens ont été dépossédés de leurs biens par deux riches éleveurs, Chalk Reynolds et Walt Payne, qui continuent à se faire la guerre pour la mainmise totale sur la région de Ruby Hills. Leurs hommes de main respectifs n'hésitent pas à tuer pour asseoir la suprématie de leur chef. Leur guerre est chamboulée par l'arrivée de Ross Hayne, le fils d'un célèbre hors-la-loi, qui a acquis légalement une partie de la région comportant la seule source d'eau capable d'approvisionner la vallée et les terrains de Payne et Reynolds. Quand l'associé de Hayne est abattu par un sbire de Reynolds, Hayne se rend à Ruby Hills pour se venger. Il découvre qu'un troisième homme, un certain Alan Doran, compte s'approprier les lieux après la mort des deux clans qui, selon lui, vont s'entre-tuer. Tombé amoureux de Sherry, la sœur et complice de Doran, Hayne se retrouve impliqué dans une lutte à mort pour l'appropriation des terres et de l'eau de la vallée de Ruby Hills...

## Fiche technique
- Titre original : Treasure of Ruby Hills
- Titre français : Le Trésor des collines rouges
- Réalisation : Frank McDonald
- Scénario : Tom Hubbard et Fred Eggers, d'après le roman The Rider of the Ruby Hills de Louis L'Amour
- Montage : Ace Herman
- Musique : Edward J. Kay
- Photographie : John J. Martin
- Production : William F. Broidy
- Société de production : William F. Broidy Productions
- Société de distribution : Allied Artists
- Pays de production :  États-Unis
- Langue originale : anglais
- Format : noir et blanc
- Genre : western
- Durée : 71 minutes
- Date de sortie :
  - États-Unis : 23 janvier 1955

## Distribution
- Zachary Scott : Ross Haney
- Carole Mathews : Sherry Vernon
- Barton MacLane : 'Chalk' Reynolds
- Charles Fredericks : Walt Payne
- Dick Foran : Alan Doran
- Lola Albright : May
- Gordon Jones : Jack Voyle
- Raymond Hatton : Westbrook 'Scotty' Scott
- Lee Van Cleef : Frank Emmett
- Steve Darrell : Tom Hull